# Zheng Manqing
Zhèng Mànqīng (pinyin: 鄭曼青, Wade-Giles:Cheng Man-ch'ing; Yongjia, 29 luglio 1902 – 26 marzo 1975) è stato un poeta e pittore cinese.
È chiamato il maestro delle cinque arti dato che egli studiò medicina tradizionale cinese, taijiquan, calligrafia, pittura e poesia. Esperto di Yangshi Taijiquan, ha creato una forma semplificata di questo stile che conta 37 figure, eliminando le numerose ripetizioni della forma lunga: Zheng zi jian yi taijiquan.

## Primi Anni
Rimasto orfano di padre da bambino, all'età di nove anni Cheng fu colpito alla testa da una tegola caduta da un tetto e rimase in coma per qualche giorno. Poiché il suo recupero era lento, fu inviato a lavorare da apprendista presso un noto artista, nella speranza che le semplici attività manuali, come la macinatura dell'inchiostro, potessero giovare alla sua salute. Nel giro di pochi anni, il suo maestro lo lasciò andare affinché potesse guadagnarsi da vivere dipingendo.  
Durante la sua infanzia, inoltre, sua madre gli insegnò i rudimenti della medicina erboristica cinese. Più tardi, Cheng Man-ch'ing ricevette anche un'educazione formale in medicina tradizionale cinese da Song You-an, un medico cinese in pensione. 
Cheng insegnò arte e poesia presso diverse scuole a Pechino ed a Shanghai e divenne un artista di successo. All'età di soli 19 anni, divenne insegnante di poesia tradizionale presso una rinomata scuola d'arte di Pechino. Nei suoi vent'anni contrasse la tubercolosi. Per favorire la guarigione, cominciò a praticare t'ai chi ch'uan con regolarità. A quel punto, si ritirò dall'insegnamento e da quel momento dedicò la propria vita alla studio del t'ai chi ch'uan, della medicina tradizionale cinese e della letteratura. 
Nel 1930 circa, Cheng incontrò il noto maestro Yang Cheng Fu (1883–1936), con cui cominciò a studiare lo stile Yang di t'ai chi ch'uan, sino a che lo stesso Yang Cheng Fu non morì, alcuni anni dopo. 
Cheng insegnò il t'ai chi ch'uan, esercitò come medico e continuò a lavorare come artista nella provincia del Sichuan durante gli anni della Guerra Sino-Giapponese. In quel periodo, insegnò ad Abraham Liu, mentre questi si trovava all'Accademia Militare Centrale.
Negli anni del secondo dopoguerra, Cheng Man-ch'ing aveva ormai sviluppato una versione dello stile Yang di t'ai chi ch'uan abbreviata a 37 posizioni (la forma completa ne prevede 108), eliminando molte delle ripetizioni presenti nella forma tradizionale. Aveva anche completato la prima stesura del suo libro "Tredici Capitoli sul T'ai-Chi Ch'uan" e l'aveva mostrata al suo collega più anziano Ch'en Wei-ming, che l'aveva considerata valida ed approvata. 

## Taiwan
Cheng Man-ch'ing si trasferì sull'isola di Taiwan nel 1949, continuando ad esercitare come medico e come maestro della nuova forma semplificata di t'ai chi ch'uan, oltre che portando avanti la sua attività artistica di poeta, calligrafo e pittore. 
A Taipei pubblicò la prima edizione di "Tredici Capitoli sul T'ai-Chi Ch'uan" (noto in Italia anche come "Tredici Saggi sul T'ai-Chi Ch'uan"), che è stata tradotta da allora in diverse lingue, tra cui anche l'italiano. Sempre lì, aprì l'Associazione di t'ai chi "Shih Chung", la sua prima scuola, dove insegnò a allievi da tutti il mondo che successivamente portarono la disciplina fuori dai confini della Cina Nazionalista: Benjamin Lo, Liu Hsi-heng, Hsu I-chung, il dottor Qi Jiang Tao, Robert W. Smith, T. T. Liang, William C. C. Chen, Huang Sheng Shyan ed altri.

## Stati Uniti D'America
Nel 1964, Cheng si trasferì a New York con la famiglia (moglie e cinque figli, di cui tre femmine), dove insegnò il suo stile Yang semplificato a 37 posizioni presso la New York T'ai Chi Association, sita al 211 di Canal Street, Manhattan. 
Successivamente, fondò una propria scuola, la Shr Jung T'ai Chi school, situata all'87 di Bovery, nella Chinatown di NYC, dove insegnò avvalendosi dall'assistenza di sei allievi senior americani, noti come i "Big Six": Tam Gibbs, Lou Kleinsmith, Ed Young, Mort Raphael, Maggie Newman e Stanley Israel. Nella Shr Jung T'ai Chi school di New York insegnò anche all'esperto di arti marziali inglese Patrick Watson, che --oltre a fondare a New York la School of Tai Chi Chuan (STCC) dedicata alla formazione degli istruttori di  t'ai chi ch'uan-- ha per primo portato lo stile di t'ai chi chu'an di Cheng Man-ch'ing in Europa, aprendo le prime scuole a Londra e ad Amsterdam. 
Nel frattempo, a Taipei, gli allievi di Cheng continuarono in sua assenza a portare avanti l'insegnamento del t'ai chi ch'uan presso l'associazione "Shih Chung" da lui fondata anni prima. 
A New York, spesso Cheng Man-ch'ing insegnava il t'ai chi ch'uan nel primo pomeriggio anche a piccole classi di allievi nei locali della biblioteca dell'Asia Orientale "C. V. Starr" della Columbia University. 
Come passatempo, era solito coltivare orchidee.

## Il T'ai Chi Ch'uan di Cheng Man-Ch'ing
Le principali caratteristiche della sua "forma Yang breve" di t'ai chi ch'uan sono le seguenti: 
- Elimina la maggior parte delle ripetizioni di alcuni movimenti previsti dalla forma Yang "lunga" (cioè la forma completa), portando le posizioni da 108 a 37.
- Richiede circa sette - dieci minuti per essere eseguita, rispetto ai venti - trenta minuti della forma Yang completa.
- Le mani ed i polsi sono rilassati, a formare quella che Cheng chiamava "la mano della bella donna", diversamente dalla più diritta "piastrella cinese" tipica dello stile Yang.
- Le posizioni non sono così allungate come invece accade per la forma Yang Cheng Fu.
- Le posizioni sono eseguite quasi solo in "middle frame" (cioè ad altezza media), il che comporta anche un cambiamento nella posizione dei piedi.
- Cheng introduce il concetto di oscillazione e slancio ("swing and return"), in base al quale il moto cinetico conclusivo di un movimento dà inizio al movimento successivo.

Questi cambiamenti consentirono a Cheng di insegnare la sua forma di t'ai chi ch'uan ad un maggior numero di allievi per volta e questo favorì una sua rapidissima diffusione nell'isola di Taiwan ed in Indonesia. Cheng Man-ch'ing, inoltre, è stato uno dei primi in assoluto ad insegnare il t'ai chi ch'uan pubblicamente negli USA. 
Nella sua forma breve di t'ai chi ch'uan stile Yang, il conteggio delle posizioni avviene in modo differente, rispetto a tutti gli altri stili e forme: nella "forma breve Yang 37", come viene denominata oggi la sua versione, i movimenti vengono infatti contati soltanto la prima volta in cui vengono eseguiti e raramente o per niente nelle ripetizioni. Inoltre, vi sono alcune posizioni, come per esempio "Accarezzare la testa del cavallo selvaggio", che non vengono conteggiate affatto. Di conseguenza, la "forma breve Yang 37" conta, in realtà, oltre 70 tra diversi movimenti e posture. 
I cambiamenti alla forma suggeriti da Cheng Man-ch'ing non sono mai stati riconosciuti ufficialmente dagli eredi della famiglia Yang ed il suo stile è ancora oggi oggetto di controversie tra i diversi praticanti di t'ai chi ch'uan. Tuttavia, a detta di Cheng Man-ch'ing, essendo morto il maestro Yang Cheng Fu, tutto ciò di cui il suo stile semplificato aveva bisogno era dell'approvazione del suo collega più anziano Ch'en Wei-ming, posto che tutti gli eredi di Yang Cheng Fu erano più giovani di lui.